# Nicsiren

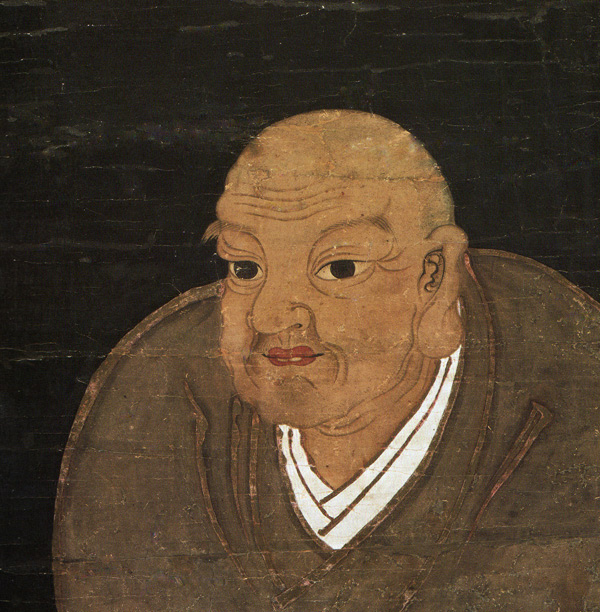
Nicsirent ábrázoló festmény, Kuon-dzsi templom, Minobu, Japán

Nicsiren (日蓮) (1222. február 16. – 1282. október 13.) buddhista szerzetes volt a Kamakura-kori (1185–1333) Japánban. Nicsiren azt hirdette, hogy a Gautama Buddha tanításait tartalmazó Lótusz szútrán (japán: Mjóhó-Renge-Kjó) keresztül elérhető a megvilágosodás.
Nicsiren úgy vélte, hogy ez a szútra tartalmazza Gautama Buddha összes tanítását az ok-okozattal és a karmával kapcsolatban, és kivétel nélkül minden embert eljuttathat a megvilágosodott tudatszintre.
A nicsiren buddhizmuson belül több iskola található, például a nicsiren sósu vagy a nicsiren su és olyan világi mozgalmak, mint a rissó kósei kai vagy a Szóka Gakkai. Ezek közül mindegyik iskolának saját értelmezése van és úgy vélik, hogy kizárólag ők az alapító tanításainak igaz követői. Azonban az iskolák közötti eltérések ellenére az összes nicsiren iskola megegyezik abban, hogy tartják a daimoku kántálás gyakorlatát.
Életében végig kitartott a mellett, hogy kora egyéb buddhista szektáinak tanításai (kiváltképpen a dzsódo, zen, singon, és ricu) hibásan értelmezték a megvilágosodáshoz vezető helyes utat. Ezért Nicsiren nyíltan és hevesen elutasította azokat. Végül sikerült kiprovokálnia, hogy később üldözzék. Egy esetben le akarták fejezni és legalább kétszer száműzték. Néhány Nicsiren iskola úgy tartja, hogy a lefejezési kísérlet fordulópontot jelentett Nicsiren tanításainál, mivel ezután kezdte el megírni a Gohonzont és számos egyéb tanulmányt, amíg hároméves száműzetésben élt a Sado-szigeten, a Japán-tengeren. Visszatérte után elnézést kért Nicsiren mindenkitől és elvonult a Minobu hegyre, ahol tanítványaival együtt építettek egy templomot (Kuon-dzsi). Élete hátralevő részében Nicsiren itt tanított.

## Élete
Nicsiren 1222. február 16-án született Kominato faluban (ma Kamogava város része). Apja halász volt. Nicsiren születésének pontos helyét a Tandzsó-dzsi (小湊山　誕生寺) templom jelöli.
Nicsiren buddhista tanulmányait a közeli Szeicsó-dzsi (清澄寺) tendai iskolában kezdte 11 éves korában. Formálisan 16 éves korában került be szerzetesként a buddhista egyházba és ekkor felvette a Zesó-bó Rencsó buddhista nevet. Hamarosan elhagyta azonban a templomot és Kamakura városban folytatta tanulmányait évekig. Ezután nyugat-Japánba utazott és a Kiotó–Nara területen tanult, az akkori buddhista központban. Később ezoterikus buddhizmust tanult a Kója-hegynél és ekkor ismerte fel a Lótusz szútra fontosságát. 1253-ban visszatért a Szeicso-dzsi templomhoz.
1253. április 8-án fejtette ki először a Nam-Mjóhó-Renge-Kjó szútrát (“Tisztelet a Jó Törvény Lótuszának”), amelyet a dharma kerekének első megforgatásának tartanak Japánban (初転法輪). Azt állította, hogy a kora buddhizmusának helyes formája a Lótusz szútrán alapuló elkötelezettség és gyakorlat volt. Ekkor változtatta meg nevét Nicsirenre. A nicsi (日) jelentése "nap" és a ren (蓮) jelentése "lótusz". A név változtatást a Lótusz szútra egyik részével indokolta.
Tanításait először Kamakura városban terjesztette, ami akkoriban Japán de facto fővárosa volt, ugyanis itt tartózkodott a sikken (a sógun régense) és a sógun. Hatalmas népszerűségre tett szert mind az egyházi és a világi emberek körében. Sok követője a szamurájok osztályából került ki.
1253-ban Nicsiren többek között megjósolta a mongol hadjáratokat Japán ellen.

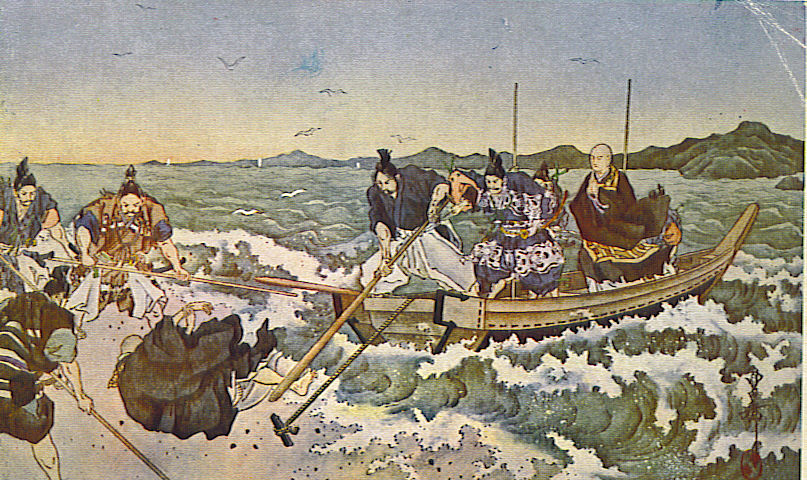
Művész képeslap 1920 környékéből – Nicsiren száműzetésbe vonult 1261-ben. Tanítványának Nicsirónak megtiltotta, hogy vele tartson

Nicsiren írásba kezdett és több művet is kiadott, köztük például az "Értekezés a helyes tanítás megalapításáról a Föld békéjéért" (立正安国論, Risshō Ankoku Ron) címmel, amely az egyik fő műve lett és amiért hatósági figyelmeztetésben részesült. Azt tanította, hogy a béke eléréséhez a korabeli Japánban a buddhizmus egyedüli helyes formája a Lótusz szútra követése, amely tartalmazza Buddha tanításainak teljes  egészét. Úgy képzelte, hogy a buddhista egyháznak teljesen világi támogatás nélkül kellene működnie, hogy kiszűrjék a deviáns papokat. Több szútra alapján is jövendölt, amelyek alapján úgy vélte, hogy az éhezés, járványok, és természeti katasztrófák (főleg az aszályok, a tájfunok és a földrengések) azért történnek, mert a buddhizmusnak már nem a helyes formáját gyakorolják.
Több templomnak és iskolának szúrtak szemet Nicsiren tanításai és számos alkalommal inzultálták, ezért többször is lakóhelyet kellett váltania. Végül 1261-ben száműzték az Izu-félszigetre, ahonnan csak két évvel később térhetett vissza. 1264-ben rátámadtak és majdnem megölték Komatszubara városban.
A következő években sikeresen terjesztette tanításait a sziget keleti felén, amely további nem tetszéseket váltott ki mind a kormányzat, mind az egyházak részéről. Egy alkalommal majdnem előállították és lefejezték, ám Nicsiren beszámolója szerint egy fényes égi jelenség elrémisztette az őt előállítani szándékozó hatóság embereit. Ez Nicsiren életének nagy fordulópontja volt.

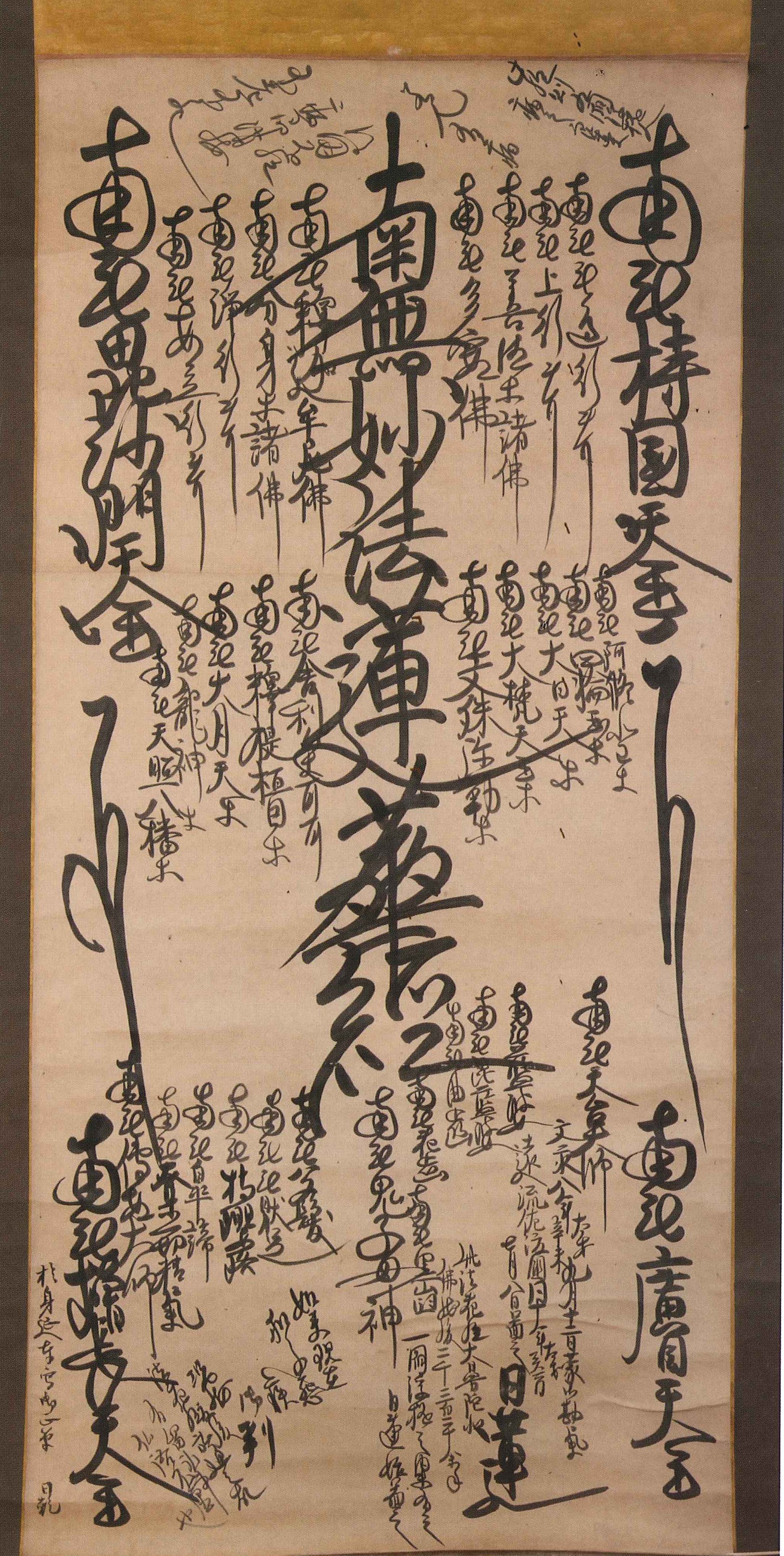
Egy a nicsiren buddhizmusban használt gohonzon

A hatóságok nem tudtak mit kezdeni Nicsirennel, így végül száműzték őt a Japán-tengeren lévő Szado-szigetre, amely kellemetlen, hideg teleiről ismert. Nicsiren második száműzetése megviselte ugyan egészségét, igen termékeny időszaknak bizonyult. Két fontos művet készített a szigeten, "A szemek felnyitásáról" (開目抄, Kaimoku Shō) és "A tudat megfigyelése utáni elszántság tárgya" (観心本尊抄: Kanjin no Honzon Shō), valamint leveleket és kisebb értekezéseket, amelyben önkritikus elemek is szerepeltek.
Ekkor írta, 1272-ben az első Gohonzon-ját ((御本尊)). Ez a mandala a Lótusz szútra 11-22 fejezetekben szereplő levegő szertartás vizuális ábrázolása kínai karakterekkel. Ezekben a fejezetekben szerepel, hogy bárki elérheti a buddhaságot ebben az életében. Nicsiren számára a gohonzon megtestesíti a nam mjohó renge kjó örök törvényét, amely az univerzum törvénye.
Nicsiren 1274. februárjában megbocsájtást nyert és visszatérhetett Kamakurába. A hatóságok kíváncsiak voltak a mongolok Japán megszállásával kapcsolatos jóslatára. Kormányellenes törekvései sikertelenek voltak, ezért végül önként száműzetésbe vonult a Minobu-hegyhez. Nicsiren egy-két rövid utazást leszámítva, az élete hátralevő részét ennél a hegynél töltötte, ahol tanítványaival együtt templomot építettek (Kuon-dzsi – 久遠寺). Ekkor sem hagyott fel az írással. Művei mellett gohonzonokat készített és előadásokat tartott tanítványai számára. 1282. szeptember 8-án tanítványaival együtt a mai Ikegamiba utazott. Ott tartotta utolsó beszédét, ahol kijelölte hat tanítványát (Nissó (日昭), Nicsiró (日朗), Nikkó (日興), Nikó (日向), Nicsidzsi (日持) és Nicsó (日頂)), hogy folytassák tanításai terjesztését. A nicsiren sósu iskola úgy tartja, hogy csak egy utódot nevezett meg (Nikkó) és öt fő papot.
Nicsiren 1282. október 13-án halt meg több tanítványa és világi emberek társaságában.

## Nicsiren műveinek angol nyelvű fordításai
- The Major Writings of Nichiren Daishonin (WND). Soka Gakkai, Tokyo, 1999.
- Heisei Shimpen Nichiren Daishonin Gosho (平成新編　日蓮大聖人御書: "Heisei new compilation of Nichiren Daishonin's writings"), Taisekiji, 1994
- The Writings of Nichiren Daishonin, Volume I. Burton Watson and the Gosho Translation Committee. Soka Gakkai, 2006 ISBN 4-412-01024-4
- The Writings of Nichiren Daishonin, Volume II. Burton Watson and the Gosho Translation Committee. Soka Gakkai, 2006. ISBN 4-412-01350-2
- The Record of the Orally Transmitted Teachings. Burton Watson, trans. Soka Gakkai, 2005, ISBN 4-412-01286-7
- Writings of Nichiren Shonin, Doctrine 1, University of Hawai'i Press, 2003, ISBN 0-8248-2733-3
- Writings of Nichiren Shonin, Doctrine 2, University of Hawai'i Press, 2002, ISBN 0-8248-2551-9
- Writings of Nichiren Shonin, Doctrine 3, University of Hawai'i Press, 2004, ISBN 0-8248-2931-X
- Writings of Nichiren Shonin, Doctrine 4, University of Hawai'i Press, 2007, ISBN 0-8248-3180-2
- Writings of Nichiren Shonin, Doctrine 5, University of Hawai'i Press, 2008, ISBN 0-8248-3301-5
- Writings of Nichiren Shonin, Doctrine 6, University of Hawai'i Press, 2010, ISBN 0-8248-3455-0
- Letters of Nichiren. Burton Watson et al., ford.; Philip B. Yampolsky, szerk. Columbia Egyetemi kiadó, 1996. ISBN 0-231-10384-0
- Selected Writings of Nichiren. Burton Watson et al., ford.; Philip B. Yampolsky, szerk. Columbia Egyetemi kiadó, 1990. ISBN 0-231-07260-0